# Zdravko
Zdravko je moško osebno ime.

## Izpeljanke imena
- Moške obloke imena: Zdravo, Zdravomir
- Ženske oblike imena: Zdravka, Zdrava, Zdravica

## Izvor imena
Ime Zdravko je slovanskega izvora. Ime razlagajo iz pridevnika zdrav. Glede na pomen imenu Zdravko ustreza latinsko ime Valens oziroma Valentinus, slovensko Valentin. 

## Pogostost imena
Po podatkih SURSa je bilo na dan 31. decembra 2007 v Sloveniji 2.750 oseb z imenom Zdravko, medtem ko imena Zdravo in Zdravomir na ta dan nista bila v uporabi, ali pa je bilo število uporabnikov manjše od pet.

## Osebni praznik
V koledarju je Zdravko uvrščen k imenu Valentin, ki god praznuje 14. februarja ali pa 21. maja.